# LIDA (arquitectura cognitiva)
La arquitectura cognitiva LIDA (Learning Intelligent Distribution Agent) intenta modelar un amplio espectro de la cognición en sistemas biológicos, desde la percepción/acción de bajo nivel hasta el razonamiento de alto nivel. Desarrollada principalmente por Stan Franklin y sus colegas en la Universidad de Memphis, la arquitectura LIDA está fundamentada empíricamente en la ciencia cognitiva y la neurociencia cognitiva. Además de proporcionar hipótesis para guiar futuras investigaciones, la arquitectura puede servir como estructura de control para agentes de software y robots. El modelo conceptual de LIDA ofrece explicaciones plausibles para muchos procesos cognitivos y también se utiliza como una herramienta para reflexionar sobre el funcionamiento de las mentes.
Dos hipótesis subyacen a la arquitectura LIDA y a su modelo conceptual correspondiente: 1) Gran parte de la cognición humana funciona mediante iteraciones frecuentes (~10 Hz) de interacciones, denominadas ciclos cognitivos, entre los contenidos conscientes, los diversos sistemas de memoria y la selección de acciones. 2) Estos ciclos cognitivos sirven como los "átomos" de la cognición, a partir de los cuales se componen los procesos cognitivos de nivel superior.

## Resumen general
Aunque no es estrictamente simbólica ni conexionista, LIDA es una arquitectura híbrida que emplea una variedad de mecanismos computacionales elegidos por su plausibilidad psicológica. El ciclo cognitivo de LIDA está compuesto por módulos y procesos que utilizan estos mecanismos.

### Mecanismos computacionales
La arquitectura LIDA emplea varios módulos diseñados utilizando mecanismos computacionales extraídos de la "nueva IA". Estos incluyen variantes de la arquitectura Copycat, la memoria distribuida dispersa, el mecanismo de esquemas, la Red de Comportamiento, y la arquitectura de subsunción.

### Fundamentos psicológicos y neurobiológicos
Como una arquitectura cognitiva conceptual y computacional integral, LIDA está diseñada para modelar una gran parte de la cognición humana. Con una amplia gama de módulos y procesos cognitivos, la arquitectura LIDA intenta implementar y desarrollar varias teorías psicológicas y neuropsicológicas, incluyendo la Teoría del Espacio Global de Trabajo, la cognición situada, los sistemas de símbolos perceptuales, la memoria de trabajo, la memoria por affordances, la memoria de trabajo a largo plazo, y la arquitectura H-CogAff.

## Ciclo cognitivo
El ciclo cognitivo de LIDA se puede subdividir en tres fases: la fase de comprensión, la fase de atención (conciencia) y la fase de selección de acciones y aprendizaje. Al comenzar la fase de comprensión, los estímulos entrantes activan detectores de características de bajo nivel en la memoria sensorial. La salida se dirige a la memoria asociativa perceptual, donde los detectores de características de alto nivel conducen a entidades más abstractas como objetos, categorías, acciones, eventos, etc. El percepto resultante se transfiere al Espacio de Trabajo, donde activa tanto la Memoria Episódica Transitoria como la Memoria Declarativa, produciendo asociaciones locales. Estas asociaciones locales se combinan con el percepto para generar un modelo situacional actual, que es la comprensión del agente de lo que está sucediendo en ese momento. La fase de atención comienza con la formación de coaliciones de las partes más relevantes del modelo situacional actual, que luego compiten por la atención, es decir, por un lugar en los contenidos conscientes actuales. Estos contenidos conscientes se transmiten globalmente, iniciando la fase de aprendizaje y selección de acciones. Nuevas entidades y asociaciones, y el refuerzo de las ya existentes, ocurren cuando la transmisión consciente llega a las diversas formas de memoria, perceptual, episódica y procedimental. En paralelo con todo este aprendizaje, y utilizando los contenidos conscientes, se instancian posibles esquemas de acción desde la Memoria Procedimental y se envían a la Selección de Acciones, donde compiten para ser el comportamiento seleccionado para este ciclo cognitivo. El comportamiento seleccionado activa la memoria sensoriomotora para producir un algoritmo adecuado para su ejecución, lo que completa el ciclo cognitivo.

## Historia
Virtual Mattie (V-Mattie) es un agente de software que recopila información de los organizadores de seminarios, compone anuncios de los seminarios de la semana siguiente y los envía por correo cada semana a una lista que mantiene actualizada, todo ello sin la supervisión de un humano. V-Mattie utilizaba muchos de los mecanismos computacionales mencionados anteriormente.
La Teoría del Espacio Global de Trabajo (GWT) de Baars inspiró la transformación de V-Mattie en Conscious Mattie, un agente de software con el mismo dominio y tareas cuya arquitectura incluía un mecanismo de conciencia al estilo de la GWT. Conscious Mattie fue el primer agente de software funcionalmente consciente, aunque no fenomenológicamente. Conscious Mattie dio lugar a IDA.
IDA (Agente de Distribución Inteligente) fue desarrollado para la Armada de los Estados Unidos para realizar tareas llevadas a cabo por el personal de recursos humanos llamados "detailers". Al final de cada período de servicio de un marinero, se le asigna un nuevo destino. Este proceso de asignación se denomina distribución. La Armada emplea a casi 300 detailers a tiempo completo para llevar a cabo estas nuevas asignaciones. La tarea de IDA es facilitar este proceso, automatizando el rol del detailer. IDA fue probada por antiguos detailers y aceptada por la Armada. Varias agencias de la Armada apoyaron el proyecto IDA con alrededor de $1,500,000.
La arquitectura LIDA (Learning IDA) se originó a partir de IDA con la adición de varios estilos y modos de aprendizaje, pero desde entonces ha crecido hasta convertirse en un marco de software mucho más amplio y genérico.